# Nicolás Benedetti
Nicolás Benedetti Roa (Cali, 25 de abril de 1997) é um futebolista profissional colombiano que joga no meio-campo do Mazatlán.

## Carreira internacional
Benedetti foi escolhido para a Copa América Centenário, mas foi cortado da equipe final.

## Títulos
América
- Copa México: 2019

## Ligações Externas
- Nicolás Benedetti no X
- Profile Deportivo Cali
- Profile Fichajes